# Jessica Lu
Jessica Lu (Schaumburg, 18 aprile 1985) è un'attrice e modella statunitense, meglio nota per il ruolo di Ming Huang nella sitcom Diario di una nerd superstar.

## Biografia
Nata in Illinois, sviluppa il suo amore per la recitazione durante il periodo delle scuole superiori.
Durante la sua permanenza al Columbia College di Chicago, recita il ruolo principale nel musical Flower Drum Song e ruoli minori in West Side Story e Ragtime.
Ha inoltre lavorato come modella per Got Milk, OshKosh B'Gosh, Claire's, Parisian, Land’s End, Chicago Place e Carson Pirie Scott. È anche apparsa in alcuni spot pubblicitari per Kaiser Permanente, Samsung, McDonald's, Ford e Orville Redenbacher's.
È portavoce dell'associazione Love Is Louder Than the Pressure to Be Perfect, che si batte contro il bullismo e le discriminazioni.
Attualmente vive a Los Angeles.

## Filmografia

### Cinema
- The Kari Files, regia di Greg Grabianski – cortometraggio (2009)
- Mortal Kombat: Rebirth, regia di Kevin Tancharoen – cortometraggio (2010)
- About Last Night, regia di Steve Pink (2014)
- Live! Corsa contro il tempo (Line of Duty), regia di Steven C. Miller (2019)

### Televisione
- Life – serie TV, episodio 2x13 (2009) – non accreditata
- 90210 – serie TV, episodio 1x21 (2009)
- CSI - Scena del crimine (CSI: Crime Scene Investigation) – serie TV, episodio 10x09 (2009)
- Law & Order: LA – serie TV, episodio 1x01 (2010)
- Diario di una nerd superstar (Awkward.) – serie TV, 36 episodi (2011-2016)
- The New Normal – serie TV, episodio 1x01 (2012)
- Due uomini e mezzo (Two and a Half Men) – serie TV, episodio 12x06 (2014)
- Red Band Society – serie TV, episodi 1x12-1x13 (2015)
- American Horror Story – serie TV, episodi 5x05-5x12 (2015-2016)
- iZombie – serie TV, episodio 2x16 (2016)
- Nashville – serie TV, episodio 5x18 (2017)
- Here and Now - Una famiglia americana (Here and Now) – serie TV, episodio 1x01 (2018)
- Reverie – serie TV, 10 episodi (2018)
- God Friended Me – serie TV, 8 episodi (2019-2020)

## Doppiatrici italiane
Nelle versioni in italiano dei suoi film, Jessica Lu è stata doppiata da:
- Melissa Maccari in Diario di una nerd superstar
- Gaia Bolognesi in God Friended Me
- Lucrezia Marricchi in Live! Corsa contro il tempo
- Elena Perino in Red Band Society
- Valentina Favazza in American Horror Story
- Perla Liberatori in iZombie